# 사분위수
사분위수(Quartile)는 데이터를 4등분한 것이다. 통계의 변량을 도수 분포로 정리하였을 때 적은 것으로부터 1/4, 1/2, 3/4 자리의 변량값이다. 임의의 확률변수 축에서 확률분포를 4등분하는 값의 조합이다.
어떤 분포의 양 극한 사이를 4등분하는 3개의 4분위수는 Q1, Q2, Q3로 표기되며, 확률분포함수 F(x)를 이용하여 다음과 같이 정의된다.
{\displaystyle F(Q_{1})=0.25} ; {\displaystyle F(Q_{2})=0.50} ; {\displaystyle F(Q_{3})=0.75}
따라서 Q2는 중앙값과 일치한다. 경험적인 상대빈도표에서 사분위수는 내삽으로 추산된다. 사분위수 Q1과 Q3 사이를 사분위 범위라 하고 2Q로 나타낸다. 또 이 사분위 범위의 절반인 Q를 준사분위범위라 하며, 확률변수의 분산도를 대략적으로 파악하는 데 활용된다.

## 같이 보기
- 5가지 요약 수치
- 상자 수염 그림